# Mingas
Elisa Domingas Jamisse, més coneguda pel nom artístic de Mingas (Maputo) és una cantant de Moçambic. Va començar a cantar molt joveneta. La seva música és una mescla de sons afro que dona protagonisme als ritmes chopis del sud de Moçambic, i ella és una de les més famoses cantants de marrabenta. La seva carrera està marcada amb grans èxits i col·laboracions amb grans cantants africans com Miriam Makeba, Hugh Masekela, Angélique Kidjo, Baba Maal, Yvonne Chaka Chaka, Jimmy Dludlu, Gilberto Gil, entre d'altres.

## Carrera
Als 15 anys va formar part del cor de l'església i al mateix temps participa en alguns espectacles de música de Maputo. Amb una veu suau i dolça, Mingas aviat connecta amb la gent i obté un contracte per cantar a la coneguda discoteca a l'edat de 17 anys, Sheik. A la dècada dels seixanta, Mingas va créixer com a cantant i es va estrenar en llocs com "Buzios" i "Zambi" i va cantar junts amb bandes populars com "Hokolókwe", "Africa Power" i João Domingos. No obstant això, després de la independència el 1975, la vida a Moçambic va canviar molt amb molts propietaris del club marxaren del país i tancaren. Amb gairebé tots els clubs tancats, Mingas es va unir com a vocalista a la banda Hokolókwe i van recórrer el país, en la mesura possible sota les condicions de la guerra civil.
En els anys 80 s'uneix a Rádio Moçambique, i el 1987 s'incorpora a l'Orchestra Marrabenta Star de Mozambique. Es converteix en una de les dones capdavanteres del grup juntament amb Dulce. El grup va coreografiar un programa que va tenir un èxit considerable en una gira per Europa el 1987. Les actuacions en solitari de Mingas durant la gira van incloure la cançó Ava Sata Va Lomu i la cançó de Marrabenta Elisa Gomara Saya. També va participar en el grup com a ballarina i com a cantant. L'Orquestra Marrabenta va continuar les seves gires internacionals de gran èxit el 1988.
La incorporació de Mingas al Grupo RM el 1989 va ser un referent en la seva carrera musical que va conduir a enregistraments a París i un espectacle de gala a Guinea Conakry guardonat amb el Grand Prixi Decouvertes 90. El 1989 va viatjar a Brasil, i en els anys següents esdevé una de les llegendes musicals de Moçambic. En la dècada del 1990, després d'un èxit amb 'Nweti' Mingas va començar a centrar-se més en una carrera solista, i el 1993 va rebre el premi 'Millor Cantant Femení de 1993', a Ngoma Mozambique, per la seva interpretació de la seva cançó Nwananga. També va conèixer Miriam Makeba, qui la va convidar a Johannesburg a preparar-se per acompanyar-la en una propera gira per Europa i Austràlia. De 1995 a 1998, Mingas va formar part de les gires de concerts de Miriam Makeba a Europa, Amèrica del Nord, Amèrica del Sud, Àfrica i Austràlia. Va participar en els concerts com a cantant de suport i també, en cada concert, va oferir actuacions en solitari de les seves pròpies cançons.
A Austràlia (1995), va tenir l'oportunitat de cantar a la Sydney Opera House. També fou inclosa en la gira australiana per Brisbane, Melbourne i Perth. A Rio de Janeiro va participar en el concert de Miriam Makeba per al Papa Joan Pau II el 1997. També el 1997 va participar en la gira pels EUA occidentals i del Canadà els va portar a Califòrnia, Washington i Oregon i a Victoria i Vancouver (Canadà). En 2001 Mingas participà en solitari en el Miriam Makeba Tribute to Dolly Ratebe, que va tenir lloc al Teatre Mandela (abans conegut com a Teatre Cívic) a Johannesburg. Més tard, el mateix any, va ser convidada per PJ Powers a actuar per Nelson Mandela i Graça Machel al llançament del Centre de Reconciliació Mandela a la reserva de cacera Shambala a Sud-àfrica.
En 2006 va actuar de telonera de la famosa cantant de fado moçambiquesa Mariza, el mateix any que fou premiada amb el premi de 'Ngoma Moçambique', per Klonipho. En 2007 va celebrar els 30 anys de carrera musical amb un concert al Centro Cultural Franco-Moçambicano a Maputo.

## Discografia
- 2005 - Vuka Africa (re-released in 2009)
- 2009 - DVD: Live: Mingas
- 1988 - Independence (amb Orchestra Marrabenta Star de Moçambique)
- 1991 - Cineta (amb Amoya)
- 1996 - Piquenique (amb Orchestra Marrabenta Star de Moçambique)

## Premis
- 2006 - 'Song of the Year' Klonipho
- 1990 - 'Grand Prix Decouvertes 90', amb Chico Antonio i Amoya
- 1989 - 'Millor cançó a Rádio Moçambique per 'Nweti'